# Harry Cheshire
Pour les articles homonymes, voir Cheshire.
Harry Cheshire, né à Emporia (Kansas) le 16 août 1891, et mort à Orange County le 16 juin 1968, est un acteur américain.

## Biographie
Harry Cheshire, parfois crédité Harry V. Cheshire ou Harry 'Pappy' Cheshire, a plus de 150 films à son actif entre 1940 et 1964 (télévision comprise), dont de nombreux westerns.

## Filmographie partielle
- 1946 : Child of Divorce de Richard Fleischer : le juge
- 1946 : Affairs of Geraldine  de George Blair : le juge Fricke
- 1946 : La vie est belle (It's a Wonderful Life) de Frank Capra : Dr. Campbell
- 1947 : Dernière lune de miel (Lost Honeymoon) de Leigh Jason
- 1947 : L'Homme que j'ai choisi (The Flame) de John H. Auer : le ministre
- 1948 : The Tender Years de Harold D. Schuster : Shérif Fred Ackley
- 1948 : Adventures of Gallant Bess de Lew Landers : Dr. Gray
- 1948 : Le Fils du pendu (Moonrise) de Frank Borzage : J.B. Sykes
- 1948 : Sixteen Fathoms Deep de Irving Allen : oncle Mike
- 1949 : Impact de Arthur Lubin : l'avocat d'Irène
- 1949 : L'Homme de Kansas City (Fighting Man of the Plains) d'Edwin L. Marin : Charles Lanyard
- 1949 : Air Hostess de Lew Landers : Dr Lee
- 1950 : La Rue de traverse (Paid in Full) de William Dieterle : le ministre
- 1950 : La Flamme qui s'éteint (No Sad Songs for Me) de Rudolph Maté : Mel Fenelly
- 1951 : La Voleuse d'amour (The Company She Keeps) de John Cromwell
- 1953 : Fort Bravo (Escape from Fort Bravo) de John Sturges : l'aumônier
- 1953 : Le Mystère des bayous (Cry of the Hunted) de Joseph H. Lewis : le médecin
- 1954 : Pride of the Blue Grass de William Beaudine
- 1954 : Mission périlleuse (Dangerous Mission) de Louis King : Mr. Elster
- 1956 : La VRP de choc (The First Traveling Saleslady) de Arthur Lubin : le juge Benson
- 1957 : Mon homme Godfrey (My Man Godfrey) de Henry Koster : James Elliott
- 1958 : I Married a Woman de Hal Kanter